# Maxi & Chris Garden
Maxi & Chris Garden é um duo musical alemão constituído por Chris (Zellhausen, 29 de dezembro de 1950) e Meike (Hanau, 29 de junho de 1974) Garden, respetivamente, mãe e filha. Foram as representantes da Alemanha no Festival Eurovisão da Canção 1988 com a canção "Lied für einen Freund".

## Discografia

### Singles
- 1986: "Meine Stadt"
- 1987: "Frieden für die Teddybär’n" (D #69)
- 1987: "Jungs sind doof"
- 1988: "Lied für einen Freund" (D #29)
- 1988: "Song for a Friend / Chant pour un ami"
- 1989: "I Like Otto" (Maxi Garden)

### Álbuns de Estudio
- 1988: Lied für einen Freund